# Vogelleim
Vogelleim ist eine sehr zähe und klebrige Masse, die zur Herstellung von Leimruten zum Vogelfang verwendet wird.

## Geschichte
Schon in der Römerzeit strichen Vogelfänger Ruten mit einer aus den reifen Beeren der Misteln (Viscum spp.) gewonnenen grünlichgelben klebrigen Flüssigkeit ein. Der Leim wurde wie die Pflanze im Lateinischen viscum genannt (Metonymie: der Rohstoff steht für das daraus Erzeugte).
Um den Leim noch klebriger zu machen und gegen Austrocknung zu schützen, wurden auch eingedickter Birnen- und Pflaumensaft sowie Honig zugesetzt. Man strich dabei den Leim auf Birkenästchen, die man auf einen in den Boden geschlagenen Stock steckte. Neben diesen Stock wurde ein Käfig mit einem Lockvogel aufgestellt. So wurden bevorzugt Fichtenkreuzschnäbel und andere Finkenvögel gefangen, um im Winter eine Unterhaltung zu haben, da diese Vögel schön singen. Im Winter wurde mit Leimruten, die auf Büschen platziert wurden, Drosseln zum Verzehr nachgestellt. Dies wurde bis ins 19. Jahrhundert in ganz Europa praktiziert.
Im westlichen Teil des Herzogtums Sachsen-Altenburg wurde dieser Leim auch Altenburger Leim genannt. Aufgrund seiner Farbe war auch die Bezeichnung Grüner Vogelleim gebräuchlich. Für seine Herstellung wurde teilweise auch die ganze Mistelpflanze oder die innere Rinde der Stechpalme verwendet. Aus Gründen der Haltbarkeit bzw. als Streckmittel erfolgte teilweise ein Zusatz von Terpentin.
Darüber hinaus gab es noch Braunen Vogelleim, eine zu starkem Firnis eingedickte Masse aus Leinöl, sowie Orientalischen Vogelleim (Viscum damascenum), der aus den Früchten der Eichenmistel (Loranthus europaeus) oder einer Kordienart (Cordia sebestena) hergestellt wurde.
In Japan wurde zur Herstellung von Vogelleim die Rinde des Mochi-Baums (Ilex integra) benutzt.
Seit 1979 ist der Vogelfang in der Europäischen Union nach der Vogelschutzrichtlinie im Prinzip verboten. Leimruten (inzwischen oft mit synthetischem Leim) wurden dennoch entgegen den Vorschriften der EU, teilweise unter Ausnahmegenehmigungen für traditionelle Jagdweisen oder offizieller Tolerierung, als Vogelfallen in Südfrankreich, Norditalien, auf Zypern und in Katalonien weiterhin verwendet. In den meisten Gebieten Frankreichs (August 2020), Italien und auf Zypern wurde der Einsatz von Leimruten für illegal erklärt. Das oberste französische Verwaltungsgericht in Paris, der Conseil d’État, bestätigte am 28. Juni 2021 ein Urteil des Europäischen Gerichtshofes vom März 2021 und erließ ein Verbot des Leimfangs auch in den fünf Départements (Alpes-de-Haute-Provence, Alpes-Maritimes, Bouches-du-Rhône, Var und Vaucluse), in denen die Praxis mit einer Ausnahmeregelung noch gestattet wurde. Die Tatsache, dass diese Jagd eine „traditionelle Methode ist, reicht nicht aus, um eine Ausnahme zu rechtfertigen“.

## Sonstiges
Während des Zweiten Weltkriegs wurden britische Panzerabwehrhandgranaten vom Typ HGR No. 74, so genannte sticky bombs, mit Vogelleim beschichtet. Sie sollten, aus der Entfernung auf einen Panzer geworfen, an ihm haften bleiben.